# Новотроевка (Мелеузовский район)
Новотроевка (баш. Яңы Троевка) — деревня в Мелеузовском районе Республики Башкортостан Российской Федерации. Входит в состав Нордовского сельсовета.

## География

### Географическое положение
Расстояние до:
- районного центра (Мелеуз): 26 км,
- центра сельсовета (Нордовка): 15 км,
- ближайшей ж/д станции (Зирган): 17 км.

## Население
| 2002 | 2009 | 2010 |
| ---- | ---- | ---- |
| 1    | →1   | ↗6   |

### Национальный состав
Согласно переписи 2002 года, преобладающая национальность — русские (100 %).